# Tribunal de Sessão

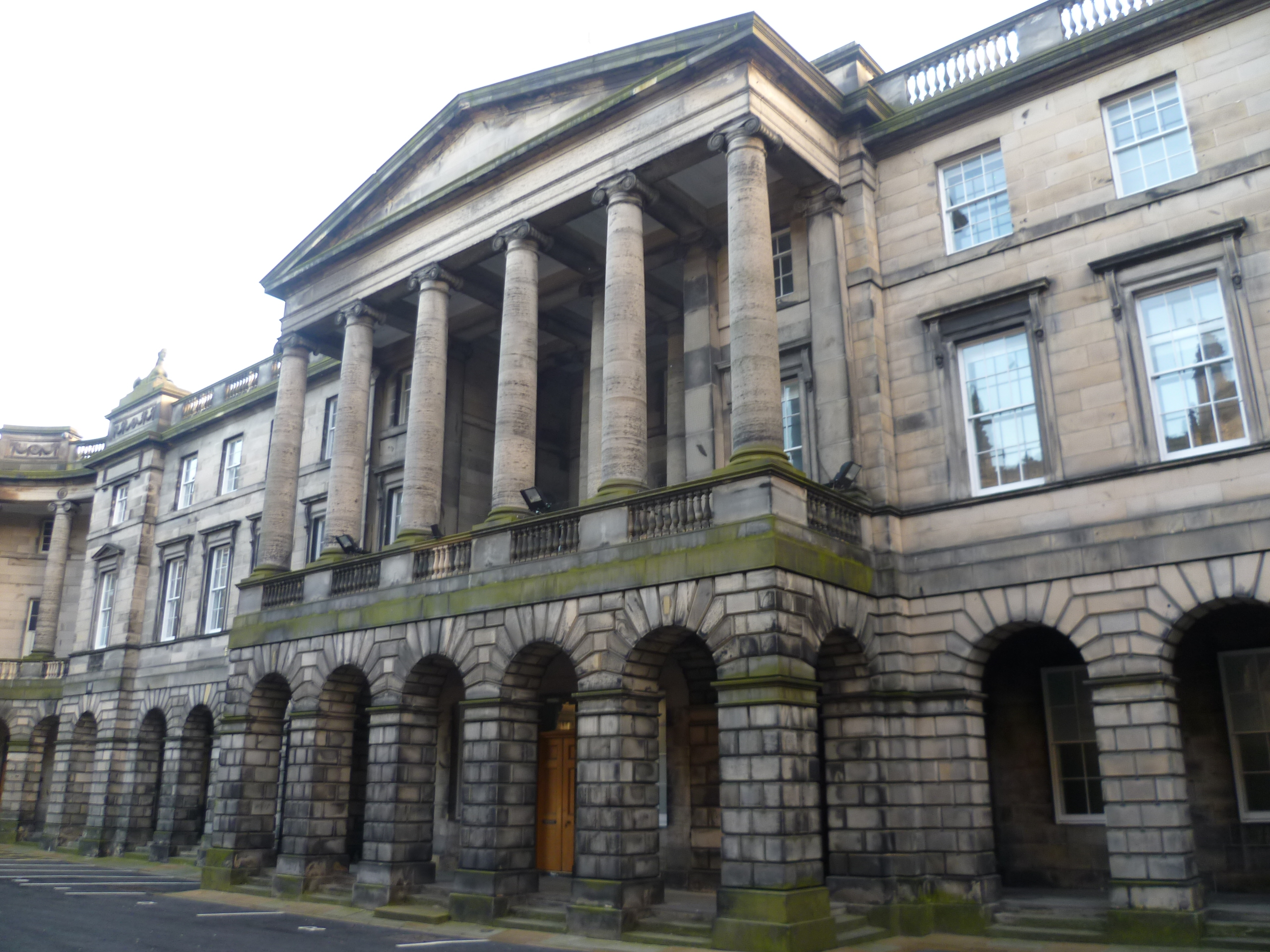
A entrada para o Palácio da Justiça, Praça do Parlamento, Edimburgo

O Tribunal de Sessão (em gaélico escocês:  Cùirt an t-Seisein) é uma suprema corte civil da Escócia, e faz parte do Colégio de Justiça. Senta-se na Casa do Parlamento em Edimburgo, e é ao mesmo tempo um tribunal e um órgão jurisdicional de apelações. O Tribunal de Sessão tem jurisdição coextensiva com o Tribunal Sheriff—outro tribunal civil escocês, que fica no local—e o perseguidor recebe a primeira escolha de que tribunal usar. No entanto, a maioria dos casos, de valor complexo, importante, ou de alta são trazidos no Tribunal. Assistência jurídica, administrado pelo Concelho de Assistência Jurídica escocesa, está disponível para pessoas com pouca renda disponível para casos do Tribunal de Sessão.
O Tribunal é um campo colegiado unitária, com todos os outros juízes que o Lord President e o Lord Justice Clerk mantem a mesma posição e título—Senator of the College of Justice e também o Lord ou Lady of Council and Session. Há trinta e quatro juízes, além de um número de juízes temporários; estes juízes temporários são tipicamente xerifes, ou defensores na prática privada. Os juízes sentam-se também no Tribunal Superior de Justiça, onde o Lord President é chamado de Lord Justice Geral.
O Tribunal foi dividido em 1810 em uma casa de interior e exterior. O primeiro serve como tribunal de primeira instância; o último é superior, e se destaca como um tribunal de recurso para os processos civis, bem como um tribunal de primeira instância. Casos na casa exterior são ouvidas por Lords Ordinários que sentam-se sozinhos, embora possa ocasionalmente ser também um júri de doze anos. Casos na casa interior são ouvidos por três Lords of Council e Session, mas os casos significativos ou complicados pode ser ouvido por cinco ou mais juízes.

## História
Os Senhores do Conselho e Sessões já tinham sido parte do Conselho do Rei, mas depois de receber apoio na forma de uma bula papal de 1531, o rei Jaime V estabeleceu uma instituição separada—o Colégio de Justiça ou Tribunal de Sessão—em 1532, com uma estrutura baseada no Parlamento de Paris. O Lord Chancellor of Scotland presidia o tribunal, o que era para ser composto por quinze senhores nomeados pelo Conselho do rei. Sete dos senhores tinham que ser religiosos, enquanto outros sete tiveram de ser leigos. Uma lei do Parlamento em 1640 restringiu apenas a adesão do Tribunal de leigos, retirando o direito dos clérigos para julgar. O número de leigos foi aumentada para manter o número dos Lordes no Tribunal.
O Tribunal de Sessão é explicitamente preservada "em todos os tempos que vem", no artigo XIX do Tratado de União entre Inglaterra e Escócia, posteriormente passou para a legislação pelos Atos de União de 1706 e 1707, respectivamente.